# Стиг Бломквист
Стиг Бломквист е шведски автомобилен рали пилот. Световен шампион за 1984 година.

## Биография
Роден е в Йоребру, Швеция, където е роден загиналия пилот от Формула 1 – Рони Петерсон.
Започва състезателната си кариера през 1964 година с кола – СААБ. Става вицешампион на Швеция през 1970 година.

## Стартове и класиране

### 1967
- Рали „Швеция“, 9-и, „СААБ 96 V4“, навигатор Л. Бломквист

### 1968
- Рали „Швеция“, 9-и, „СААБ 96 V4“, навигатор Бо Рейнике

### 1969
- Рали „Швеция“, 8-и, „СААБ 96 V4“, навигатор Б. Мореус

### 1970
- Рали „Швеция“, 2-ри, „СААБ 96 V4“, навигатор Бо Рейнике

### 1971
- РАК-Рали Великобритания, 1-ви, „СААБ 96 V4“, навигатор Арне Херц
- Ханкирали, 1-ви, „СААБ 96 V4“, навигатор Арне Херц
- Рали „Швеция“, 1-ви, „СААБ 96 V4“, навигатор Арне Херц
- Рали „1000 езера“, 1-ви, „СААБ 96 V4“, навигатор Арне Херц
- Рали „Сафари“, 13-и, „СААБ 96 V4“, навигатор Арне Херц
- Рали „Швеция“ Двоен шампион, class R and class T gr 2.

### 1972
- Рали „Швеция“, 1-ви, „СААБ 96 V4“, навигатор Арне Херц
- РАК-Рали Великобритания2-ри, „СААБ 96 V4“, навигатор Арне Херц

### 1973
- Рали „Швеция“, 1-ви, „СААБ 96 V4“, навигатор Арне Херц
- Рали „Кипър“, 1-ви, „СААБ 96 V4“, навигатор Арне Херц
- Рали „Швеция“ Рали шампион.

### 1974
- Рали „Арктика“, 2-ри, „СААБ 96 V4“, навигатор Ханс Съливан
- РАК-Рали Великобритания, 2-ри, „СААБ 96 V4“, навигатор Ханс Съливан
- Рали „1000 езера“, 4-ти, „СААБ 96 V4“, навигатор Ханс Съливан
- Рали „Швеция“ Рали шампион

### 1975
- Рали „Швеция“, 2-ри, „СААБ 96 V4“, навигатор Ханс Съливан
- Рали „Арктика“, 2-ри, „СААБ 96 V4“, навигатор Ханс Съливан
- Рали „Швеция“ Рали шампион

### 1976
- Букле Де Спа Рали, 1-ви, „СААБ 99“ EMS, навигатор Ханс Съливан
- Рали „Швеция“, 2-ри, „СААБ 96 V4“, навигатор Ханс Съливан
- РАК-Рали Великобритания, 2-ри, „СААБ 99“ EMS, навигатор Ханс Съливан
- Рали „Швеция“ Рали шампион

### 1977
- Рали „Швеция“, 1-ви, „СААБ 99“ EMS, навигатор Ханс Съливан
- Рали „Финладния“, 1-ви, „СААБ 96 ЕВ 4“, навигатор Ханс Съливан

### 1978
- Рали „Швеция“, 4-ти, „Ланча Стратос“, навигатор Ханс Съливан
- Канада Рали Пистънс, 1-ви, „СААБ 99“ EMS
- Калифорния Ла Журнада Тръбахоса Рали, 1-ви, „СААБ 99“ EMS, навигатор Джон Буфом
- Канада Белу дес Шалеюр, 2-ри, „СААБ 99“ EMS
- Рали „Швеция“ Rally Champion

### 1979
- Рали „Швеция“, 1-ви, „СААБ 99 Турбо“, навигатор Бьорн Седерберг
- Рали „Швеция“ ЮГ, 1-ви, „СААБ 99 Турбо“ навигатор Бьорн Седерберг
- Великобритания Минтекс Рали, 1-ви, „СААБ 99 Турбо“, навигатор Бьорн Седерберг
- Сиркуит ъф Ирланд, 6-и, „СААБ 99 Турбо“, навигатор Бьорн Седерберг
- Интернейшънъл Уелш Рали, 8-и, „СААБ 99 Турбо“, навигатор Бьорн Седерберг
- Бритиш ТВ Спринт Рали, 2-ри, „СААБ 99 Турбо“
- Ълстър Рали, 3-ти, „СААБ 99 Турбо“, навигатор Бьорн Седерберг
- 10-о място в Световния рали шампионат

### 1980
- Рали „Швеция“ЮГ, Swedish Rally, 1-ви, „СААБ 99 Турбо“
- Рали „Швеция“, 2-ри, „СААБ 99 Турбо“, навигатор Бьорн Седерберг
- Бушле де Спа, 1-ви, „СААБ 99 Турбо“, навигатор Бьорн Седерберг
- Коста Смералда, 2-ри, „СААБ 99 Турбо“, навигатор Бьорн Седерберг
- Полар Бергсларгс Рали, ?-ви, „СААБ 99 Турбо“, навигатор Бьорн Седерберг
- Рали Норд, ?-ви, „СААБ 99 Турбо“, навигатор Бьорн Седерберг
- Багарсваген, ?-ви, „СААБ 99 Турбо“, навигатор Бьорн Седерберг
- Бритиш ТВ Спринт Рали, 3-ти, „СААБ 99 Турбо“
- Рали „Швеция“ Рали шампион

### 1981
- Рали „Швеция“ ЮГ, 2-ри, „СААБ 99 Турбо“
- РАК-Рали Великобритания, 3-ти, Талбот Сънбийм Лотус, навигатор Бьорн Седерберг
- Рали „Швеция“, 5-и, „СААБ 99 Турбо“, навигатор Бьорн Седерберг
- Рали 1000 езера, 8-и, Талбот Сънбийм Лотус, навигатор Бьорн Седерберг

### 1982
- Рали „Швеция“, 1-ви, „Ауди Куатро“, навигатор Бьорн Седерберг
- Рали „Сан Ремо“, 1-ви, „Ауди Куатро“, навигатор Бьорн Седерберг
- Рали „Швеция“ ЮГ, 1-ви, „СААБ 99 Турбо“
- Рали 1000 езера, 2-ри, „Ауди Куатро“, навигатор Бьорн Седерберг
- РАК-Рали Великобритания, 8-и, Талбот Сънбийм Лотус, навигатор Бьорн Седерберг
- 4-то място в Световния рали шампионат
- Рали „Швеция“ Рали шампион
- Рали „Швеция“ Хилклимб шампион.

### 1983
- РАК-Рали Великобритания, 1-ви, „Ауди Куатро“, навигатор Бьорн Седерберг
- Скотиш Рали, 1-ви, „Ауди Куатро“, навигатор Бьорн Седерберг
- Ълстър Рали, 1-ви, „Ауди Куатро“, навигатор Бьорн Седерберг
- Рали „Швеция“, 2-ри, „Ауди 80 Куатро“, навигатор Бьорн Седерберг
- Рали „Аржентина“, 2-ри, „Ауди Куатро“, навигатор Бьорн Седерберг
- Рали 1000 езера, 2-ри, „Ауди Куатро“, навигатор Бьорн Седерберг
- Рали „Монте Карло“, 3-ти, „Ауди Куатро“, навигатор Бьорн Седерберг
- Рали „Акрополис“, 3-ти, „Ауди Куатро“, навигатор Бьорн Седерберг
- 4-то място в Световния рали шампионат
- Рали „Швеция“ Раликрос шампион, „Ауди Куатро“
- Рали „Швеция“ Хилклимб шампион, „Ауди Куатро“

### 1984
- Рали „Швеция“, 1-ви, „Ауди Куатро“, навигатор Бьорн Седерберг
- Рали Акрополис, 1-ви, „Ауди Куатро“, навигатор Бьорн Седерберг
- Рали „Нова Зеландия“, 1-ви, „Ауди Куатро“, навигатор Бьорн Седерберг
- Рали „Аржентина“, 1-ви, „Ауди Куатро“, навигатор Бьорн Седерберг
- Рали „Бряг на Слоновата кост“, 1-ви, „Ауди Куатро“, навигатор Бьорн Седерберг
- Rally Monte Carlo, 2-ри, „Ауди Куатро“, навигатор Бьорн Седерберг
- Рали 1000 езера, 4-ти, „Ауди Куатро“, навигатор Бьорн Седерберг
- Рали „Корсика“, 5-и, „Ауди Куатро“, навигатор Бьорн Седерберг
- 1-во място в Световния рали шампионат

### 1985
- Рали „Швеция“, 2-ри, „Ауди Куатро“, навигатор Бьорн Седерберг
- Рали „Акрополис“, 2-ри, „Ауди Куатро“, навигатор Бьорн Седерберг
- Рали „1000 езера“, 2-ри, „Ауди Куатро“ S1, навигатор Бьорн Седерберг
- Рали „Монте Карло“, 4-ти, „Ауди Куатро“, навигатор Бьорн Седерберг
- [[Рали Португалия]], 4-ти, „Ауди Куатро“, навигатор Бьорн Седерберг
- Рали „Нова Зеландия“, 4-ти, „Ауди Куатро“, навигатор Бьорн Седерберг
- 2-ро място в Световния рали шампионат

### 1986
- Рали „Хонг-Конг - Пекин“, 1-ви, „Ауди Куатро“
- Рали „Швеция“ ЮГ, 1-ви, „Форд RS200“
- Рали „Аржентина“, 3-ти, „Пежо 205“ T16 E2, навигатор Бруно Берглунд
- Рали „1000 езера“, 4-ти, „Пежо 205“ T16 E2, навигатор Бруно Берглунд

### 1987
- РАК-Рали „Великобритания“, 2-ри, „Форд Сиера RS Косуърт“, навигатор Бруно Берглунд
- Рали „1000 езера“, 3-ти, „Форд Сиера RS Косуърт“, навигатор Бруно Берглунд
- Рали „Швеция“, 6-и, „Форд Сиера XR 4x4“, навигатор Бруно Берглунд
- 7-о място в Световния рали шампионат
- Рали „Швеция“ Хилклимб шампион, „Форд RS200“

### 1988
- Рали „Швеция“, 2-ри, „Форд Сиера XR 4x4“, навигатор Бени Меландер
- Rally Миле Миля, 2-ри, „Форд Сиера XR 4x4“, навигатор Бени Меландер
- Рали „Португалия“, 5-и, „Форд Сиера RS Косуърт“, навигатор Бени Меландер
- Рали „1000 езера“, 5-и, „Форд Сиера RS Косуърт“, навигатор Бени Меландер
- РАК-Рали „Великобритания“, 6-и, „Форд Сиера RS Косуърт“, навигатор Бени Меландер
- Рали „Сан Ремо“, 7-и, „Форд Сиера RS Косуърт“, навигатор Бени Меландер
- 4-то място в Световния рали шампионат
- Рали „Швеция“ Хилклимб шампион, „Форд RS200“.

### 1989
- Рейс ъф Чемпиънс, Nürburgring, 1-ви
- „Рали Сафари“, 3-ти, „Фолксваген голф“ GTi 16V, навигатор Бьорн Седерберг
- Рали „Швеция“, 5-и, „Ауди 200 Куатро“, навигатор Бени Меландер
- Рали „Швеция“ Хилклимб шампион, „Форд RS200“

### 1990
- „Рейс ъф Чемпиънс“, Barcelona, 1-ви
- Бритиш Туринг Кар Чемпиъншип (BTCC), Донингтън, 2-ри, „Форд Сиера RS500“
- Шведски Туринг Кар шампионат, „Форд Сиера RS500“

### 1991
- Рали „Сафари“, 5-и, Нисан Съни GTI-R 4WD, навигатор Бени Меландер
- Рали 1000 езера, 8-и, Нисан Съни GTI-R 4WD,
- Шведски Туринг Кар шампионат, 1-ви Anderstorp, „Форд Сиера RS500“

### 1992
- Рали „Швеция“, 3-ти, Нисан Съни GTi-R 4WD, навигатор Бени Меландер
- „Хисторик РАК Рали“, 8-и, Мини-Купър S

### 1993
- „Хисторик РАК Рали“, 7-и, Порше 911
- Рали „Швеция“ Хилклимб шампион

### 1994
- Рали „Швеция“ ЮГ, 2-ри, Форд Ескорт Косуърт, навигатор Бени Меландер
- „Рейс ъф Чемпиънс“, Gran Canaria, 2-ри
- Рали „Швеция“, 3-ти, Форд Ескорт Косуърт, навигатор Бени Меландер
- РАК-Рали „Великобритания“, 4-ти, Форд Ескорт Косуърт, навигатор Бени Меландер
- Рали „Швеция“ Rally Champion, Форд Ескорт Косуърт

### 1995
- Рали „Швеция“ ЮГ, 3-ти, Ford Escort Cosworth, навигатор Бени Меландер
- Рали „Швеция“, 7-и, Ford Escort Cosworth, навигатор Бени Меландер
- РАК-Рали „Великобритания“, 21-ви, Skoda Felicia Kit Car, навигатор Бени Меландер

### 1996
- РАК-Рали „Великобритания“, 3-ти, 1-ви in F2, Шкода Фелиция Кит Кар 1,6, навигатор Бени Меландер
- Рали „Сафари“, 7-и, Форд Ескорт Косуърт, навигатор Бени Меландер
- Рали „Швеция“, 8-и, Форд Ескорт Косуърт, навигатор Бени Меландер

### 1997
- „Рейс ъф Чемпиънс“, Gran Canaria, 2-ри
- Пирели Интернейшънъл Рали, 3-ти, 1st in class, Шкода Фелиция, навигатор Бени Меландер
- „Манкс Рали“, 8-и, Шкода Фелиция Кит Кар 1,6, навигатор Бени Меландер
- Рали „Швеция“ ЮГ, 9-и, Мицубиши Лансер RS Evo III, навигатор Линдберг
- Рали „Швеция“, 10-и, Форд Ескорт Косуърт, co-driver навигатор Бени Меландер
- Шведски Туринг Кар шампионат, 5-и, Форд Мондео

### 1998
- Шведски Туринг Кар шампионат (STCC), 13-и, Форд Мондео WSR

### 1999
- „Рали Дос Акорес“, 10-и, Форд Ескорт Косуърт, навигатор Бени Меландер
- „Груп Н Мастерс Рали“ Argentina, 1-ви
- „Мейн Форест Рали“, USA, 1-ви, Форд Ескорт Косуърт, навигатор Ланс Смит

### 2000
- „Лондон-Сидни Маратон“, 1-ви, Форд Капри Пераня V8, с навигатор Берн Райнсфорд
- „Айриш Сумит Рали“ 2000, 4-ти, Субару Импреца, с навигатор Марк Кроуе

### 2001
- РАК-Рали „Великобритания“, 16-и, 4th grN, „Мицубиши Каризма“ GT-N, с навигатор Ана Гони
- Рали „Швеция“, 18-и, 3rd grN, „Мицубиши Каризма GT-N“, с навигатор Ана Гони
- Рали „Каталуня“, 21-ви, 3rd grN, „Мицубиши Каризма GT-N“, с навигатор Ана Гони
- Рали „Нова Зеландия“, 21-ти, 4th grN, „Мицубиши Каризма GT-N“, с навигатор Ана Гони
- Рали „1000 езера“, 22-ри, „Шкода Октавия WRC E2“, с навигатор Ана Гони
- Рали „Австралия“, 23-ти, 7th grN, „Мицубиши Каризма GT-N“, с навигатор Ана Гони
- Рали „Сан Ремо“, 30-и, 4th grN, „Мицубиши Каризма GT-N“, с навигатор Ана Гони

### 2002
- „Рали Пайкс Пик Интернейшънъл Хилклимб“, САЩ, „Форд RS200“
- Рали „Акрополис“, 17th, „Шкода Октавия WRC Evo 2“, навигатор Ана Гони

### 2004
- Рали - „Роджър Албърт Кларк“ кола „Форд Ескорт Mk II RS“ навигатор Ана Гони.